# Kebehsenuf

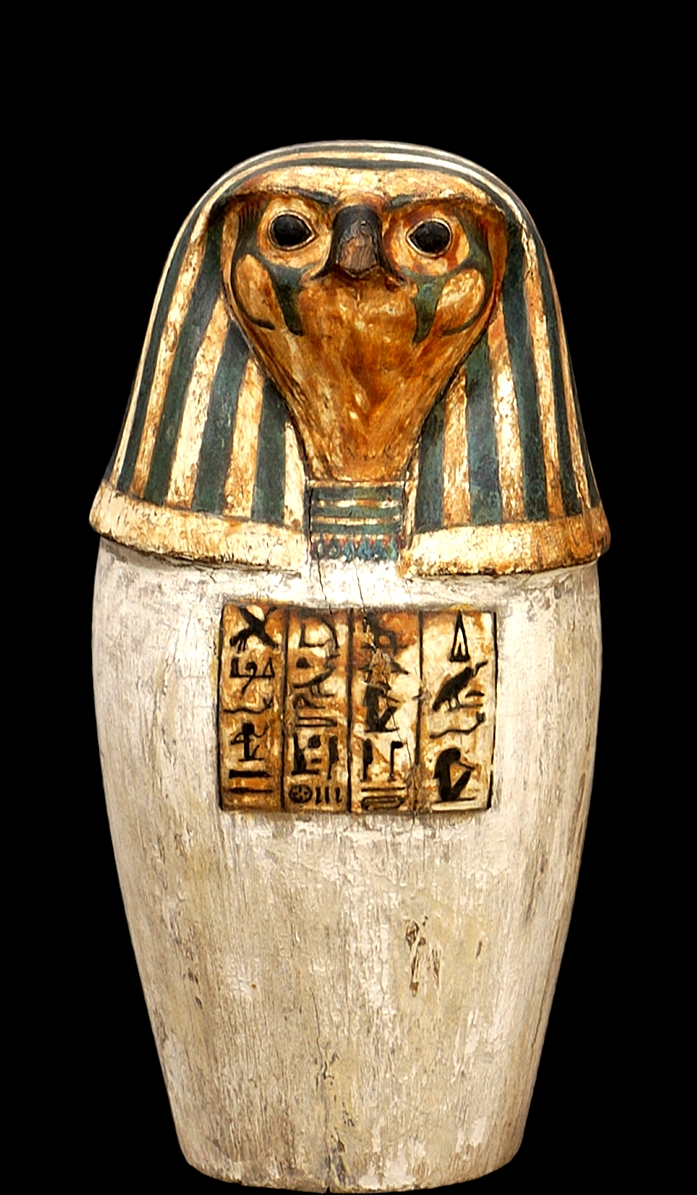
Kanopa se sokolí hlavou

Kebehsenuf (v překladu „Osvěžující své sourozence“) je staroegyptský pohřební bůh, jeden z tzv. čtyř synů Horových. Je bohem spojovaným s jednou ze světových stran – západem, se západním větrem a také s ochranou těla zemřelého – jeho střev vyjímaných při balzamovacích obřadech a ukládaných do kanopy s uzávěrem v podobě hlavy Kebehsenufa. Zobrazován byl zpravidla jako sokol, někdy může mít i zcela lidskou podobu.
V mormonské Knize Abrahamově vystupuje pod jménem Elkenah.